# Neofundulus parvipinnis
Neofundulus parvipinnis är en fiskart som beskrevs av Costa, 1988. Neofundulus parvipinnis ingår i släktet Neofundulus och familjen Rivulidae. Inga underarter finns listade i Catalogue of Life.